# Scars of Tomorrow
Scars of Tomorrow is een Amerikaanse metalcoreband uit Orange County, Californië. De band werd opgericht in 1999.

## Bezetting

### Huidige bandleden
- Mike Milford - zanger
- Joey Atkins - gitarist
- Kevin Fifield - gitarist
- Mike Bocuzzy - basgitarist
- Justin Salinas - drummer

## Biografie
Scars of Tomorrow is een metalcoreband uit Orange County in Californië, waar ook Atreyu, Bleeding Through en Throwdown vandaan komen. Ze wisten in Californië vrij snel naam te maken en werden opgepikt door Thorpe Records, waar ze hun eerste twee albums bij uitbrachten: All Things Change in 2002 en Design Your Fate in 2003.
Hierna sloten ze een contract met Victory Records, dat in 2004 Rope Tied to the Trigger uitbracht. Hierdoor kreeg Scars of Tomorrow de mogelijkheid te toeren met bands als Norma Jean, Unearth, Bleeding Through, Terror, Himsa en vele andere bands. Met het album The Horror of Realization toerden ze ook door Europa, samen met Hand to Hand.
Eind 2006 brachten ze alweer een album uit, getiteld The Failure in Drowning. Hiermee toerden ze begin 2007 opnieuw door Europa, deze keer samen met On the Last Day.

## Discografie

### Albums
- All Things Change - 2002
- Design Your Fate - 2003
- Rope Tied to the Trigger - 2004
- The Horror of Realization - 2005
- The Failure in Drowning - 2006
- Failed Transmissions - 2015